# 207 TCN
Năm 207 trước công nguyên (TCN) là một năm trong lịch Julius. 

## Sự kiện
- Bắc thuộc lần thứ nhất

## Mất
- Tần Nhị Thế